# Accuracy International
Accuracy International Ltd. è una produttrice britannica di armi da fuoco con base a Portsmouth nel Hampshire.
È conosciuta per la produzione dei fucili di precisione appartenenti alla famiglia dell'Accuracy International Arctic Warfare.

## Storia
La compagnia fu fondata nel 1978 dal britannico Malcolm Cooper vincitore di due medaglie d'oro alle olimpiadi del 1984 e del 1988.
Nel 2007 è stata acquisita dalla Heckler & Koch.

## Prodotti
I prodotti più famosi sono i fucili di precisione del tipo Arctic Warfare (AWM).
- AI Arctic Warfare
- AI AWP ('Police')
- AI AWM ('Magnum')
- AI AW50 ('.50 BMG')
- AI AS50
- AW50F (Versione in uso nelle Forze armate australiane con canna prodotta dall'australiana Madco)
- Psg 90 (Versione per le forze armate svedesi)